# オズワルド (KOF)
オズワルド (Oswald) は、SNKの対戦型格闘ゲーム『ザ・キング・オブ・ファイターズ』シリーズに登場する架空の人物。
担当声優は重塚利弘。

## キャラクター設定
初出は『ザ・キング・オブ・ファイターズ』（以降『KOF』と表記）シリーズ第11作目である『KOF XI』（以降『XI』と表記）。
漆黒のスーツに赤いレンズのサングラスという身なりをした老紳士で、カードを切れ味鋭い武器として使いこなす独特のカード暗殺術「カーネフェル」を操る。
裏社会では名の通った人物で、ラルフ・ジョーンズやクラーク・スティルからも、軍のデータベース上でその存在を知られていた。また、タクマ・サカザキを「Mr.KARATE」と呼んでいる。
『XI』では長年に渡る殺し屋稼業から足を洗い、引退（隠居）生活を送っていたが、アッシュ・クリムゾンの依頼によりKOF出場という形で現役復帰を果たした。大会終了後は上海にある「竜丸」という秘薬を手にするため、シェン・ウーとの一騎討ちに臨むが、結果は明かされていない。シェン・ウーはこの対決で結構苦労をしたらしく、「とっておきの強い相手」をアッシュにお願いしていたにもかかわらず、「俺をハメやがった」と不満げに言った（VS シェン・ウーの試合前の掛け合い）。
『XIII』のアッシュは彼のことを「オズ」という愛称で呼んでいた（VS シェン・ウーの試合前の掛け合い）。
必殺技の名前には、トランプのスートなどが用いられていて、セリフにもトランプを使ったゲーム（主に賭け事）で使う言葉が多く用いられている。「カーネフェル」の名も、実在するトランプのゲームの名称である。リーダー超必殺技「JOKER」は相手に突進攻撃を仕掛けたあと、52枚のカードを投げるという細かい演出が施されている。
『KOF XIV』（以降『XIV』と表記）ではDLCキャラクターとして登場している。また、使用しているカードがトランプであることがグラフィック上で判別できるようになった。勝利メッセージからブルー・マリーの祖父（ギース・ハワードの古武術の師）のことも知っているという。悪人チームのメンバー・ザナドゥに対して「ここで死んでいただきます」と明確な殺意を持って接するが、それが自身の怨恨なのか、何者かの依頼なのかは不明。
『Days of Memories』において、アッシュの執事として登場した。この作品ではアッシュから「爺や」と慕われている。

## 技の解説

### 通常投げ
2
掴んだ相手をカードで斬り付け吹き飛ばす。
3
『XIV』で実装。掴んだ相手の背後に回り込み、カードで斬り付け吹き飛ばす。

### 特殊技
10
下から上方に向かって斬り付ける。
J
相手の足元に向かって、カードを投げ付ける。

### 必殺技
Q
1枚のカードを頭上に放り投げる。カードは一定時間滞空したあと、ボタンに対応した位置に落下する。落下位置はA・B・C・Dの順に遠くに落ちる。発生の遅さを逆手に取り、オズワルド自身との同時攻撃が可能だが、オズワルドが攻撃を食らうと攻撃前であってもカードは消えてしまう。
K
相手の攻撃を受け流し、さらに背後に回る当て身投げ系のワープ技。相手の背後に回る際に弱だと地上、強だと空中に移動する。

### スート系必殺技
トランプのスートを冠した♠・♥・♦・♣の4つは、2回まで他のスートの技に派生させることができる。また、同じ技を連続して出すことはできないが、1回目の派生を別のスートにすれば、2回目の派生で最初に出した技を使うことは可能である。ただし、各技専用の派生技を出してしまうと、そのあとに別のスート技を派生で出すことはできない。
♠
カードで前方を斬りつける。距離によって攻撃が変化し、近距離だと2連続で斬り払い、遠距離だとダッシュしてから1回だけ斬る。
♤
♠からの専用派生技。技名は『XIV』で設定された。足元を狙って斬り払い、ダウンを奪う。

♦
その場で上方から下方に向けて弧を描くようにカードで斬り付ける。
♢
♦からの専用派生技。技名は『XIV』で設定された。返す刀で下方に斬り付ける。発生が早く♦の硬直も短いため、♦から連続ヒットする。

♣
小さくジャンプしつつ、下方をカードで斬り払う中段攻撃。弱・強の違いはジャンプの飛距離。ジャンプするためにやや出が遅い分、ガードされた際の隙は少なめだが、それでも単体で出した場合は派生させないと反撃を受ける可能性がある。また他の3つと異なり、専用派生技はない。
♥
後退しつつ一回転ターンし、下方から上方に向けて弧を描くように斬り付ける。飛び道具を跳ね返す性能があるが、隙が大きいためヒットさせても反撃を受けてしまう。他のスート技から派生させた場合、ヒット時にワイヤーダメージを誘発するが、派生技を出さない場合は相手が着地するまで動けなくなってしまう。
A
♥からの専用派生技。♤・♢と違い、こちらは派生版の♥からしか出せない。回転しながら上昇し、ワイヤーダメージで跳ね返ってきた相手を縦方向から斬り刻む。跳ね返ってきた相手の真下からタイミング良く攻撃を当てることができた場合のみ、上昇後に画面が暗転し、さらに下方に向けて強烈な斬撃を叩き込む。位置がズレると斬撃を出さない上、下降中に隙だらけになってしまうが、成功時の斬撃はコンボ補正を無視するため強力である。
なお、♥の専用派生技ではあるが、ジャストタイミングでの攻撃に成功した際のボイスには日本で♠のAを示す「スペキュレーション」という言葉が使われている。

### 超必殺技
♠♥♦♣
体を回転させながら前進し、カードを使った斬撃で相手を切り刻む乱舞技。ドリームキャンセル対応技であり発生も早いが、無敵時間は皆無である。なお、弱で出した場合に限り、回転移動中に飛び道具を跳ね返す性能がある。
『XIV』にてMAX版も実装され、乱舞攻撃の後に「A」と同じような動作で回転しながら上昇し、強烈な斬撃でフィニッシュする。
10・J・Q・K・A
トランプを円を描くように一閃し、その場で自分の周囲を切り裂く技。技名はポーカーの上がり役（ポーカー・ハンド）の一つ、「ロイヤルストレートフラッシュ」を構成するカードの種類。
JOKER
リーダー超必殺技。猛スピードで突進し相手を画面端に叩き付け、画面暗転の中で52枚のカードを次々に投げ付けて切り刻む。発生がかなり早い上に何でも判定のため、数あるリーダー超必殺技の中でもかなり強力な部類に入る。
『XIV』では、最後に投げ付けられたジョーカーのカードが相手の額に突き刺さり、その際にカードの絵柄がアップになるなど、演出が強化されている。

## 関連人物
- アッシュ・クリムゾン - 依頼主・『KOF XI』でのチームメイト
- シェン・ウー - 『KOF XI』でのチームメイト
- ザナドゥ - 旧識?